# Margalló
El margalló (Chamaerops humilis) és una planta dioica de la família de les palmeres, una de les dues úniques espècies, juntament amb Phoenix theophrasti, de la família de les palmeres (Arecaceae) nadiua d'Europa.
És una planta poligamodioica (generalment, és dioica). Sovint, fa rebrots a la base a conseqüència de la destrucció del tronc per acció humana o dels incendis, als quals és, però, molt resistent. Té fulles grosses, en forma de ventall (palmatisectes), amb pecíols proveïts d'espines vulnerants, flors grogues en raïms densos i fruits semblants als dàtils. Els fruits, dàtils vermellosos, són dits fulloles, violes o palmissons, i gínjols a l'Alguer. La palma de margalló que encara no ha obert és dita ullol. La part superior del bargalló, que no és mengívola, és la bonissa.
També se la coneix amb el nom de bargalló, garballó (a Mallorca), palma nana, palma margallonera, palmera borda o d'escombres, palmissera i palmissonera (aquestes dues darreres també a Mallorca).

## Distribució

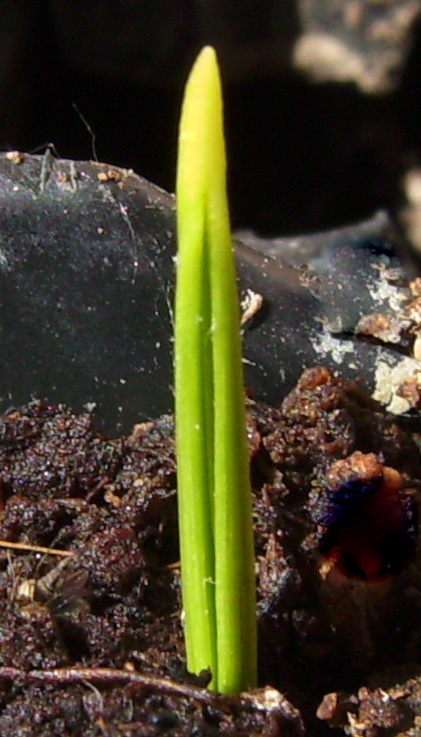
El margalló, com totes les palmeres, és monocotiledoni; en germinar es forma un únic cotiledó

El margalló és endèmic de les regions mediterrànies, com ara el vessant oriental de la península Ibèrica, Occitània, Itàlia, Malta, Tunísia, Algèria i Marroc, tot i que també es pot trobar a Portugal. És una planta pròpia del litoral i el prelitoral i és inexistent a les terres de l'interior.
Es tracta de l'única espècie dins el gènere Chamaerops. Habita al Mediterrani occidental, des de Sicília fins al Marroc. Pel nord, arriba a Còrsega i no ultrapassa, al sud, la zona d'influència mediterrània del Magrib. Es troba al llarg del territori continental i insular, i és molt freqüent en terres valencianes. Presenta una discontinuïtat en la distribució a Catalunya, on, pel sud, arriba fins al Garraf, però no reapareix, més al nord, fins al Baix Empordà, a la localitat de Torroella de Montgrí. A Mallorca, aquesta palmera apareix en parts del sud i el llevant de l'illa. A Menorca, no es troba a l'extrem nord. Juntament amb la palmera de Creta (Phoenix theophrasti), és l'única palmera autòctona d'Europa.

## Ecologia
Entre els insectes que pol·linitzen el margalló, hi ha el coleòpter Derelomus chamaeropsis, l'epítet específic del qual, chamaeropsis, fa referència al seu lligam amb el margalló (Chamaerops). Aquest coleòpter pon els ous a les flors dels peus masculins del margalló, ja que s'alimenta de pol·len, però els peus femenins imiten l'olor del pol·len i així atrauen els coleòpters que, carregats del pol·len de les plantes mascle, faciliten la pol·linització.
És una espècie protegida. Fou molt popular per a la preparació d'un plat típic nadalenc, cosa que n'accelerà el retrocés en el seu hàbitat.
Una qualitat particular del margalló és la seua resistència al foc: és una planta que rebrota amb molta facilitat després d'haver-hi hagut un incendi.

## Taxonomia
La Chamaerops humilis va ser descrita per Carl von Linné i publicada en Die Natürlichen Pflanzenfamilien 4 (3b): 77, 1891.
El seu nom genèric Chamaerops prové del grec chamai = terra i rhops = 'arbust', que es refereix a l'hàbit nan. El seu nom específic humilis és un epítet llatí que significa 'de baix creixement'.
Varietats
- Chamaerops humilis var. argentea[11]
- Chamaerops humilis var. humilis[12][13]

Sinonímia
- Phoenix humilis (L.) Cav.
- Phoenix humilis Royle

var. humilis
- Chamaerops arborescens (Pers.) Steud.
- Chamaerops bilaminata Gentil
- Chamaerops conduplicata J.Kickx f.
- Chamaerops depressa Chabaud
- Chamaerops elegans Hook.f.
- Chamaerops macrocarpa Tineo[14]

## Utilitats
Les fulles del margalló són conegudes a Mallorca i les Terres de l'Ebre amb el nom de pauma, i al País Valencià, amb el nom de palma i, tallades tendres i assecades posteriorment, s'usaven antigament per a la confecció d'escombres, estores, cabassos i altres estris domèstics. Cada estiu, els camperols procuraven abastir-se de fulles de margalló que, després d'haver-les blanquejades amb sofre, entrellaçaven formant tires de llata o llatra, que cosien entre si per fer cabassos o barxes.
L'activitat de la palma estava molt estesa a les Terres de l'Ebre i, fins i tot, al Mas de Barberans (Montsià), s'hi celebren demostracions d'aquesta artesania cada estiu al racó dels artesans, al procés de trenar la pauma se l'anomena llatar. També era una activitat molt comuna per tota la comarca valenciana de la Marina Alta, en pobles com Gata de Gorgos, Pedreguer o Xaló. En aquesta última localitat, es conserva un ban de l'any 1852 en què es prohibia tallar palma a les muntanyes del terme, ja que la recol·lecció massiva havia posat en perill l'espècie. Com a material d'artesania, la palma té un tacte agradable, a diferència de l'espart, que punxa com el rostoll (el pèl que comença a sortir a la cara després de rasurar).
A Mallorca, la llatra de palma era un producte elaborat principalment a la vila de Capdepera, que actualment alberga un museu dedicat a la llatra. Era una tasca duita a terme sobretot per dones, que es reunien per fabricar aquest producte a les vetleries, les trobades anomenades així perquè es feien a la vetlada. Durant aquestes reunions, era tradicional contar històries i cantar cançons si els participants eren cantadors o sonadors. De vegades també es desfressaven, encara que no fos el temps dels Darrers Dies. Als anys 60, aquest costum tradicional es va perdre a poc a poc, en part per l'arribada del turisme, que proporcionà una nova forma de guanyar doblers i de viure. Darrerament s'ha recuperat aquest costum.
La medul·la o tronxo del margalló és comestible i se sol prendre barrejada amb mel. També són bons per menjar els dàtils, dits palmissons a les Balears, que produeix aquesta palmera nana i que, al País Valencià, reben la denominació de pa de rabosa perquè es diu que formen part de l'alimentació de les raboses. Aquests fruits maduren cap a les darreries de l'estiu i es caracteritzen per la seua dolçor asprívola.